# Schalkenmehren
Schalkenmehren település Németországban, Rajna-vidék-Pfalz tartományban. Lakosainak száma 635 fő (2023. december 31.).

## Népesség
A település népességének változása:
| Lakosok száma | 535  | 569  | 596  | 617  | 630  | 635  |
|               | 1975 | 2017 | 2019 | 2021 | 2022 | 2023 |